# Clerodendrum atlanticum
Clerodendrum atlanticum là một loài thực vật có hoa trong họ Hoa môi. Loài này được Jongkind mô tả khoa học đầu tiên năm 2006.